# Championnat du Brésil de football de deuxième division 2010
Navigation
Serie B 2009 Serie B 2011
Le championnat du Brésil de Série B de football 2010 est la deuxième division du championnat du Brésil de football.
Vingt clubs participent au tournoi dont quatre relégués de série A et quatre promus de série C. Le tenant du titre est le CR Vasco da Gama.

## Les 20 clubs
| Équipe                      | Ville              | État                | En 2009        | Stade                          |
| --------------------------- | ------------------ | ------------------- | -------------- | ------------------------------ |
| América FC (Natal)          | Natal              | Rio Grande do Norte | 16e en série B | Machadão                       |
| América FC (Belo Horizonte) | Belo Horizonte     | Minas Gerais        | 1er en série C | Arena do Jacaré* (Sete Lagoas) |
| ASA                         | Arapiraca          | Alagoas             | 2e en série C  | Coaracy Fonseca                |
| EC Bahia                    | Salvador           | Bahia               | 12e en série B | Pituaçu                        |
| CA Bragantino               | Bragança Paulista  | São Paulo           | 9e en série B  | Nabi Abi Chedid                |
| Brasiliense FC              | Taguatinga         | District fédéral    | 14e en série B | Boca do Jacaré                 |
| Coritiba FC                 | Curitiba           | Paraná              | 17e en série A | Arena Joinville** (Joinville)  |
| Duque de Caxias FC          | Duque de Caxias    | Rio de Janeiro      | 8e en série B  | Engenhão***                    |
| Figueirense FC              | Florianópolis      | Santa Catarina      | 6e en série B  | Orlando Scarpelli              |
| Guaratinguetá Futebol       | Guaratinguetá      | São Paulo           | 3e en série C  | stade Dario Leite              |
| Icasa                       | Juazeiro do Norte  | Ceará               | 4e en série C  | Romeirão                       |
| Ipatinga FC                 | Ipatinga           | Minas Gerais        | 15e en série B | Ipatingão                      |
| Náutico                     | Recife             | Pernambouc          | 19e en série A | Aflitos                        |
| Paraná Clube                | Curitiba           | Paraná              | 10e en série B | Vila Capanema                  |
| AA Ponte Preta              | Campinas           | São Paulo           | 11e en série B | Moisés Lucarelli               |
| Portuguesa de Desportos     | São Paulo          | São Paulo           | 5e en série B  | Canindé                        |
| EC Santo André              | Santo André        | São Paulo           | 18e en série A | stade Bruno José Daniel        |
| AD São Caetano              | São Caetano do Sul | São Paulo           | 7e en série B  | Anacleto Campanella            |
| Sport                       | Recife             | Pernambouc          | 20e en série A | Ilha do Retiro                 |
| Vila Nova FC                | Goiânia            | Goiás               | 13e en série B | Serra Dourada                  |

* Le stade de l'Indépendance est en travaux.

** À la suite de violences, le Coritiba FC doit jouer 10 matchs hors de son stade habituel.

*** Le stade Marrentão possède une capacité inférieure à 10 000 personnes.

## Classement final
Le classement est établi sur le barème de points classique (victoire à 3 points, match nul à 1, défaite à 0).
| Rang | Équipe          | Pts | J  | G  | N  | P  | Bp | Bc | Diff |
| ---- | --------------- | --- | -- | -- | -- | -- | -- | -- | ---- |
| 1    | Coritiba        | 71  | 38 | 21 | 8  | 9  | 69 | 49 | +20  |
| 2    | Figueirense     | 67  | 38 | 19 | 10 | 9  | 68 | 37 | +31  |
| 3    | EC Bahia        | 65  | 38 | 19 | 8  | 11 | 63 | 44 | +19  |
| 4    | América-MG      | 63  | 38 | 19 | 6  | 13 | 56 | 42 | +14  |
| 5    | Portuguesa      | 58  | 38 | 19 | 5  | 14 | 68 | 53 | +15  |
| 6    | Sport           | 56  | 38 | 15 | 11 | 12 | 55 | 41 | +14  |
| 7    | Paraná          | 53  | 38 | 15 | 8  | 15 | 47 | 44 | +3   |
| 8    | Bragantino      | 53  | 38 | 13 | 14 | 11 | 52 | 37 | +15  |
| 9    | ASA             | 52  | 38 | 16 | 4  | 18 | 53 | 56 | -3   |
| 10   | São Caetano     | 52  | 38 | 14 | 10 | 14 | 50 | 52 | -2   |
| 11   | Duque de Caxias | 50  | 38 | 15 | 5  | 18 | 46 | 56 | -10  |
| 12   | Icasa           | 49  | 38 | 13 | 10 | 15 | 51 | 52 | -1   |
| 13   | Náutico         | 48  | 38 | 14 | 6  | 18 | 41 | 60 | -19  |
| 14   | Ponte Preta     | 48  | 38 | 12 | 12 | 14 | 49 | 48 | +1   |
| 15   | Guaratinguetá   | 47  | 38 | 11 | 14 | 13 | 48 | 58 | -10  |
| 16   | Vila Nova       | 46  | 38 | 13 | 7  | 18 | 50 | 68 | -18  |
| 17   | Brasiliense     | 46  | 38 | 12 | 10 | 16 | 41 | 59 | -18  |
| 18   | Santo André     | 43  | 38 | 11 | 10 | 17 | 53 | 61 | -8   |
| 19   | Ipatinga        | 41  | 38 | 11 | 8  | 19 | 47 | 62 | -15  |
| 20   | América-RN      | 41  | 38 | 11 | 8  | 19 | 40 | 68 | -28  |

| Légende : Promotions et relégations | Légende : Promotions et relégations |
| ----------------------------------- | ----------------------------------- |
|                                     | Promotion en Série A                |
|                                     | Relégation en Série C               |